# Elisa Torrini
Pour les articles homonymes, voir Torrini.
Elisa Torrini, née le 10 avril 1989 à Rome, est un mannequin italien.

## Carrière
Elle est élue Miss Italie Univers en vue de l'élection de Miss Univers 2011.